# Daniel Oreskes
Daniel Robert Oreskes (New York, 6 maart ????) is een Amerikaans acteur en stemacteur. 

## Biografie
Oreskes werd geboren als broer van wetenschapshistoricus en hoogleraar Naomi Oreskes en journalist Michael Oreskes. Oreskes studeerde af aan de Universiteit van Pennsylvania in Philadelphia (Pennsylvania) en London Academy of Music and Dramatic Art in Londen. 

## Carriere
Oreskes begon in 1993 met acteren in de film Manhattan by Numbers, waarna hij nog meerdere rollen speelde in films en televisieseries. Naast het acteren op televisie is hij ook actief op Broadway, waar hij in diverse voorstellingen speelde. 

## Filmografie

### Films
Uitgezonderd korte films.
- 2024 A Real Pain - als Mark
- 2019 Abe - als Ari
- 2011 Coming Up Roses - als Gerry
- 2008 Uncertainty - als Dmitri 2 (stem)
- 2008 Off Jackson Avenue - als Ivan
- 2007 Day Zero - als Gus
- 2007 The Warrior Class - als Vito
- 2003 Nowhere to Go But Up - als 2de castingregisseur
- 1999 The Thomas Crown Affair - als Petru
- 1997 The Devil's Advocate - als Arnold
- 1993 Manhattan by Numbers - als Dan

### Televisieseries
Uitgezonderd eenmalige gastrollen.
- 2024 Elsbeth - als rechercheur Buzz Fleming - 2 afl.
- 2021-2022 Only Murders in the Building - als Marv - 6 afl.
- 2021-2022 Law & Order: Organized Crime - als Moennig - 10 afl.
- 2019-2020 Ray Donovan - als Shaman - 3 afl.
- 2015 Show Me a Hero - als Charles Cola - 2 afl.
- 2000-2001 Courage the Cowardly Dog - als stem - 13 afl.
- 2001 The Sopranos - als schoolhoofd Cincotta - 2 afl.

## Broadway
- 2024 Prayer for the French Republic - als Adolphe Salomon
- 2020 West Side Story - als Doc
- 2017 Oslo - als Shimon Peres / Yair Hirschfeld
- 2010 The Miracle Worker - als dokter / Anagnos
- 2008-2012 Billy Elliot - als Big Davey / vader (understudy)
- 2007-2008 Cymbeline - als Philarmonus / Jupiter / Belarius (understudy)
- 2000-2004 Aida - als Pharaoh
- 1998-1999 Elektra - als Aegisthus
- 1993 The Song of Jacob Zulu - als magistraat / mr. van Heerden / mr. Jeppe
- 1992 Crazy He Calls Me - als Benny